# Zé Osvaldo
José Osvaldo da Silva, conhecido popularmente como Zé Osvaldo (Lagoa Formosa, 12 de novembro de 1963), é um político e empresário brasileiro filiado ao Partido da Social Democracia Brasileira, que serviu como vice-prefeito e prefeito de Porangatu por dois mandatos.

## Primeiros anos
José Osvaldo da Silva nasceu na cidade de Lagoa Formosa, no estado de Minas Gerais, no dia 12 de novembro de 1963.  Em 1979, radicou-se no município de Porangatu, no estado de Goiás, tendo entre 15 a 16 anos de idade no período.
Católico praticante, serviu como ministro extraordinário da comunhão; atuando nos movimentos sociais da região. Filiou-se ao PSDB em 2000, ao se unir na campanha de Júlio Sérgio de Melo, então prefeito de Porangatu, para ser o vice-prefeito, sendo eleito ao lado de Melo.

## Carreira política

### Vice-prefeito de Porangatu
Ao ser eleito vice-prefeito de Júlio da Retífica em outubro de 2000, tomando posse em 1 de janeiro de 2001. Candidatou-se sem sucesso à uma vaga de deputado estadual, nas eleições estaduais em Goiás em 2002, recebendo 15.406 votos (0,66%).

### Prefeito de Porangatu

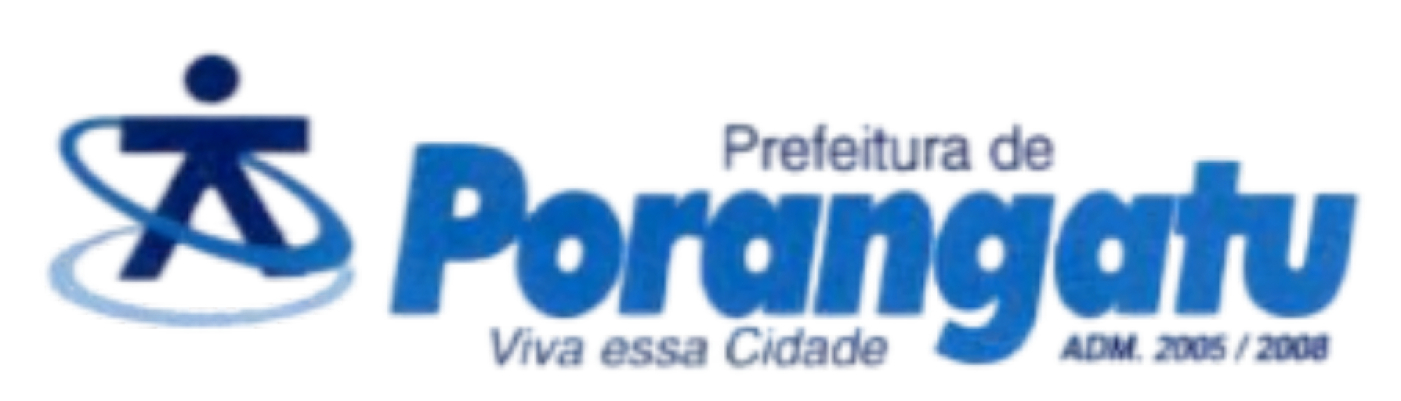
Logo da gestão José Osvaldo da Silva na prefeitura de Porangatu.

Na eleição municipal de 2004, com apoio de Júlio da Retífica, foi eleito para sucedê-lo com um total de 11.721 votos, ou, 53,17%. Tomou posse em 1 de janeiro de 2005, tendo como vice Jerson do Cortume José do Nascimento.
Foi reeleito em 2008, com 10.707 votos. Inaugurou a Galeria dos ex-prefeitos de Porangatu em 2009. Em seu mandato construiu o Complexo Rodoviária Shopping de Porangatu em julho de 2010, por meio das verbas destinadas pelo deputado estadual Júlio da Retífica e o deputado federal Jovair Arantes, que presenciaram a cerimônia de inauguração do Rodoshopping. A obra já apresentava problemas estruturais desde sua inauguração, especialmente após chuvas em novembro de 2010, acabando por sofrer danos severos em uma tempestade em 2021.
Ainda na sua gestão foram construídos a Casa de Apoio ao Cidadão do Campo e  o Centro de Pacificação Social de Porangatu. Deixou o cargo após 8 anos de prefeitura, em 1 de janeiro de 2013, transmitindo-o ao seu sucessor, Eronildo Valadares.

### Multas doTribunal de Contas do Estado de Goiáse Operação daPolícia Federal
Foi multado em 2019, por mau uso do dinheiro público, em especial devido ao desvio de verbas de um convênio com o Estado de Goiás, para realizar a 38.ª Exposição Agropecuária do município em 2009, totalizado em R$ 159 mil. Sendo multado ao lado do ex-titular da pasta de Agricultura do estado e seu superintendente, no valor de R$ 562.088,98. Em 2023, foi alvo de uma operação da Controladoria-Geral da União e da Polícia Federal, ao lado de Eronildo, Pedro João Fernandes e Vanuza Valadares, por corrupção na área da saúde.